# Sega Technical Institute
O Sega Technical Institute (ou STI) foi uma divisão de desenvolvimento americana da Sega. Fundado pelo veterano da Atari Mark Cerny em 1991, o estúdio procurou combinar desenvolvedores de elite japoneses, incluindo o programador do Sonic Team Yuji Naka e sua equipe, com novos talentos americanos. A STI desenvolveu jogos para Mega Drive, incluindo vários jogos Sonic the Hedgehog, antes de ser fechado no final de 1996.

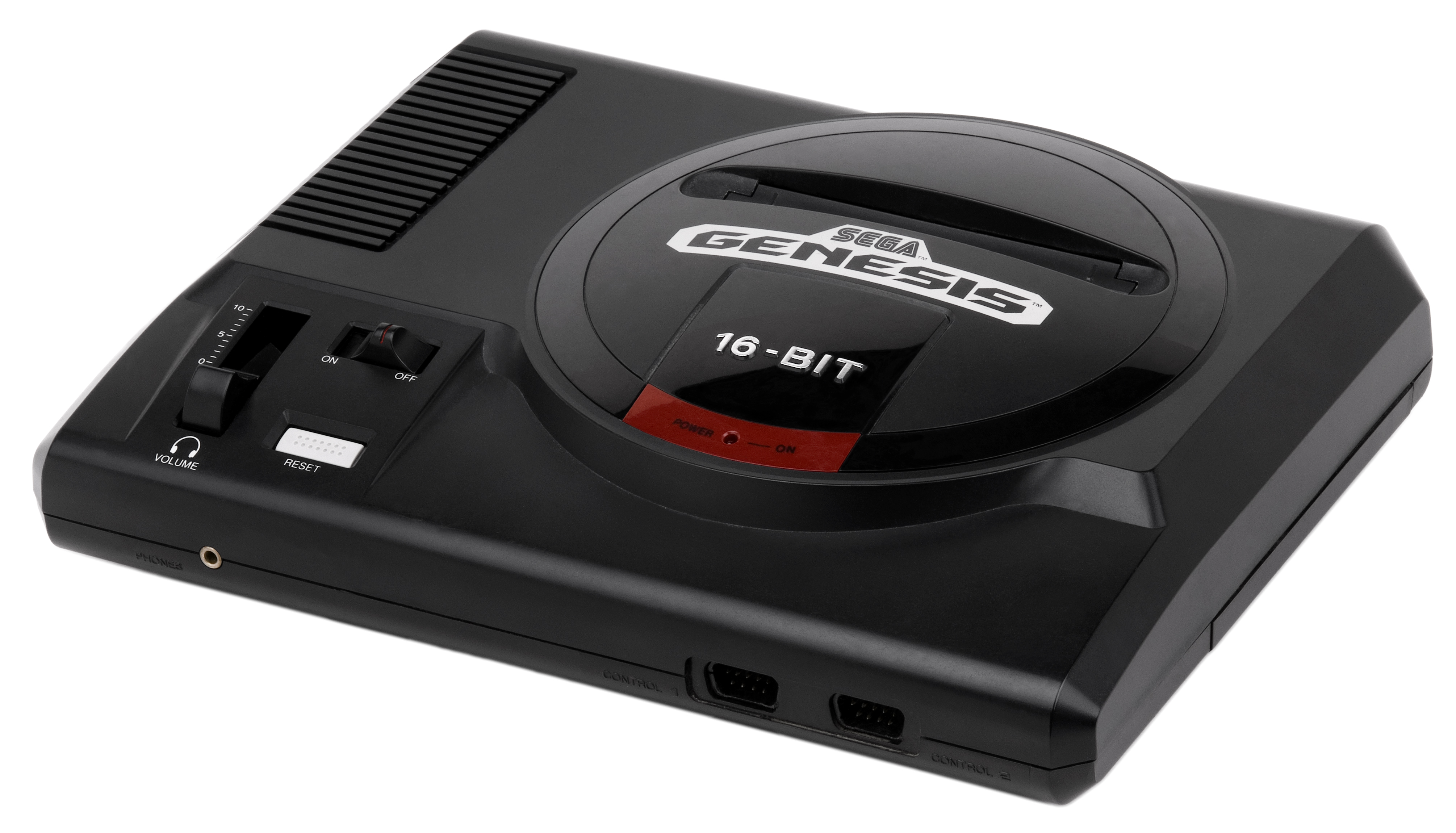
Retrospectivamente, os jogos da STI foram considerados importantes para o Mega Drive, na foto acima

Depois de trabalhar no Japão para a Sega em jogos para o Master System, Cerny propôs a criação de um estúdio de desenvolvimento na América, que foi aprovado. Quando Naka saiu da Sega após o lançamento de Sonic the Hedgehog, Cerny o convenceu e o designer de níveis do Sonic, Hirokazu Yasuhara, a se juntar a ele na STI. Depois de completar Sonic the Hedgehog 2 em 1992, STI foi dividido em dois devido ao atrito entre os desenvolvedores japoneses e americanos: os desenvolvedores japoneses desenvolveram Sonic the Hedgehog 3 e Sonic & Knuckles antes de partir em 1994, enquanto a equipe americana desenvolveu jogos incluindo Sonic Spinball. O desenvolvimento falhado de Sonic X-treme para o Sega Saturn tornou-se representante de uma mudança cultural na Sega, e o STI fechou no final de 1996.
Os jogos desenvolvidos pela STI são considerados significativos na história do Gênesis e muitos foram bem recebidos ou vendidos bem. Os desenvolvedores descreveram a STI como um local de trabalho único que não se encaixava na estrutura corporativa da Sega.

## Jogos
| Jogo                               | Ano de lançamento | Equipe de desenvolvimento STI |
| ---------------------------------- | ----------------- | ----------------------------- |
| Dick Tracy                         | 1991              | estadunidense                 |
| Kid Chameleon                      | 1992              | estadunidense                 |
| Greendog: The Beached Surfer Dude! | 1992              | estadunidense                 |
| Sonic the Hedgehog 2               | 1992              | ambas                         |
| Sonic Spinball                     | 1993              | estadunidense                 |
| Sonic the Hedgehog 3               | 1994              | japonesa                      |
| Sonic e Knuckles                   | 1994              | japonesa                      |
| Comix Zone                         | 1995              | estadunidense                 |
| The Ooze                           | 1995              | estadunidense                 |
| Die Hard Arcade (com Sega AM1)     | 1996              | estadunidense                 |
| Sonic X-treme                      | Cancelado         | estadunidense                 |